# Typhon Roke
Pour les articles homonymes, voir Roke.
Le typhon Roke (désignation internationale : 1115, désignation JTWC : 18W) est un cyclone tropical qui s'est formé le 8 septembre 2011 dans l'océan Pacifique et s'est dissipé le 22 septembre 2011, après avoir frappé le Japon comme typhon et la Russie comme tempête extratropicale,,.

## Évolution météorologique
Le 8 septembre, le Joint Typhoon Warning Center a commencé à surveiller une perturbation tropicale qui s'était développée à environ 935 km au nord-est de Hagåtña, Guam. Celle-ci s'est progressivement développée en se déplaçant vers l'ouest sous l'influence d'une crête subtropicale. Le lendemain, alors que le système continuait à se déplacer vers l'ouest, l'Agence météorologique du Japon (JMA) a signalé que la perturbation s'était transformée en une dépression tropicale.
Au cours des deux jours suivants, le système a progressivement dérivé vers l'ouest et s'est légèrement intensifié. Le JTWC a lancé des avis sur le système dès le 11 septembre, le désignant 18W. Le lendemain, la dépression a dérivé dans la zone de responsabilité des Philippines (PAR) et l'Administration des services atmosphériques, géophysiques et astronomiques des Philippines (PAGASA) a lancé des avis la nommant Onyok. Cependant, le système a quitté le PAR 6 heures après son entrée dans la région. Étant situé dans une zone de températures de surface de la mer chaudes et de faible cisaillement vertical du vent, la dépression a continué à se renforcer et le 13 septembre, la JMA a transformé la dépression en tempête tropicale et l'a nommée Roke.
Le 14 septembre, un creux barométrique d'altitude à l'ouest du système a provoqué un fort affaiblissement temporaire du système en dépression tropicale. Cependant, les autres conditions atmosphériques favorables ont permis à Roke de se renforcer. Le 17 septembre, le JTWC a signalé que la tempête avait développé un petit œil convectif et le JMA a transformé Roke en tempête tropicale sévère puis un typhon de catégorie 1 (échelle de Saffir-Simpson). Le typhon a eu ensuite un développement explosif pour atteindre la catégorie 4 et le 21 septembre, Roke a touché terre à Hamamatsu, Japon vers 5 h UTC (14 h locales).
Le cyclone a ensuite commencé à affaiblir alors que les sommets des nuages commençaient à se réchauffer et que le diamètre de l'œil commençait à diminuer. Étant situé à environ 610 km au sud-ouest de Yokosuka, Kanagawa, le typhon a accéléré vers le nord-est, toujours un typhon de catégorie 3. Approché par une zone barocline venu du continent, Roke a commencé sa transition extratropicale alors qu'il était redescendu à la catégorie 1. Seulement six heures plus tard, la tempête s'est encore affaiblie et accélérée vers le nord-est et le JTWC a cessé ses avis sur la tempête, car elle est devenue entièrement extratropicale le 22 septembre.

## Conséquences
À l'approche du typhon, quatre personnes sont mortes dans le centre et l'ouest du Japon et deux autres disparus dans la préfecture de Gifu à la suite d'inondations généralisées déclenchées par les fortes pluies. Un grand nombre d'autoroutes ont été fermées et jusqu'à 200 vols ont été annulés. Toyota Motor Corporation, dont le siège est à Toyota City, a fermé 11 usines dans le centre du Japon, éliminant les quarts de soir en raison du typhon. Les vents forts et les fortes pluies ont coupé l'électricité à plus de 575 500 foyers dans la zone de service de la Tokyo Electric Power Company. De plus, les trains de banlieue ont été arrêtés et des milliers de passagers ont été bloqués alors qu'ils tentaient de rentrer chez eux tôt avant que la tempête ne frappe Tokyo.
Plus tard le 21 septembre, la police locale et les médias ont rapporté que treize personnes étaient mortes après avoir été emportées par le débordement des rivières. Le porte-parole de Nissan Motor Company a déclaré que les travailleurs de son siège social de Yokohama et des installations techniques voisines devaient rentrer tôt chez eux pour des raisons de sécurité, et que deux usines étaient fermées.
Le passage du typhon, qui a balayé l'île de Honshu avec un vent venant du nord, a affecté les niveaux ambiants de radioactivité dans certaines zones situées à sud de la centrale de Fukushima (voir accident nucléaire de Fukushima), causant un pic momentané (augmentation d'environ 50 % sur Tokyo le 22 septembre à 18h). Un niveau maximal de 1,38 μSv/h a été relevé près de l'Université de Tokyo[réf. nécessaire]. De son côté, TEPCO a dû suspendre toutes interventions sur le site de la centrale sinistrée[réf. nécessaire]. Après passage du typhon, les niveaux de doses ambiants ont baissé pour se rapprocher des valeurs antérieures au cyclone.